# Juandrés Vera
Juandrés Vera (Señor Domador de Pinceles) (9 de abril de 1980) es un pintor, dibujante, escenógrafo, ilustrador y madonnaro mexicano originario de la ciudad de Monterrey, Nuevo León, México. Reside en Barcelona (España). 

## Biografía
Nació el 8 de abril de 1980, siendo el segundo de 3 hijos del matrimonio entre Juan Vera Malacara y María Aurora Leal del Bosque. Desde los 3 años de edad mostró una habilidad y gusto sobresaliente por el dibujo, reproduciendo principalmente motivos de la naturaleza como animales y paisajes, así como también personajes de historieta y dibujos animados que observaba en la televisión. A la edad de 9 años fallece su madre en un accidente automovilístico, hecho que lo afecta significativamente, al igual que al resto de la familia.
A los 17 años de edad, Juandrés ingresa a la Facultad de Artes Visuales de la Universidad Autónoma de Nuevo León, principalmente inclinado por el dibujo y las artes plásticas, aunque posteriormente decidiría cursar la Licenciatura en Artes Camarográficas. Un año más tarde, alterno al ámbito académico, Vera participa en un concurso de pintura callejera haciendo equipo con compañeros de clase, comenzando así su acercamiento formal con la pintura, destacando notablemente por su habilidad técnica, particularmente en el estilo realista y el hiperrealismo.
A la edad de 20 años, consigue su primer empleo formal como pintor de murales de interiores, actividad que aprovecha para independizarse de su hogar debido a conflictos familiares, al mismo tiempo que abandona sus estudios temporalmente. A partir de ese trabajo, Juandrés se dedica casi exclusivamente a la pintura decorativa durante al menos los siguientes 6 años, alternándola gradualmente con la pintura de caballete y propuesta personal.
A finales de 2003, Vera termina sus estudios de licenciatura, y comienza su etapa de pintura de caballete y de propuesta, inspirada en el tema del transporte colectivo, plasmándola de manera poco tradicional al usar como soporte del pigmento un vinil antiderrapante usado para cubrir el piso de unidades de transporte colectivo urbano tales como el Metro y camión.

## Pintura
El estilo de su pintura es de apariencia figurativa que en algunas obras se vale de la técnica del hiperrealismo para expresar conceptos y reflexiones por medio de figuras retóricas como metáforas, analogías y alegorías entre otras. La pincelada de sus obras destaca por su perfeccionismo y calidad, cualidades que le han valido el reconocimiento de propios y extraños.
En 2023, realiza una obra mural en la localidad madrileña de Fuenlabrada, llamada "Buen día". 

## Madonnari
A la par de la pintura, Vera se dedica con frecuencia al arte tradicional del madonnari, a raíz de su participación en el Festival Bellavia edición 2007 llevado a cabo en la ciudad de Monterrey, México, y en el cual fue ganador del primer premio.
Posteriormente ha realizado exhibiciones del arte madonnari en diversas plazas y festivales, tales como el Youth in Arts Italian Street Painting Festival en San Rafael, California, las Fiestas de la Vendimia en Ensenada, Baja California, y el Festival Internacional Cervantino en Guanajuato, México.